# Adithada
Adithada (Malaiala: അടി തട; em tâmil:  அடிதட) refere-se a técnicas preliminares de mãos vazias do kalari payattu do sul praticada no sul de Kerala, Kanyakumari e no norte do Sri Lanka.
O termo adi significa bater e thada significa bloquear. É semelhante ao kickboxing, muay thai e karatê.
Adithada incorpora os conceitos de golpes, agarramentos e um estudo detalhado dos pontos de pressão.[carece de fontes?] Os praticantes são treinados no uso de juntas nuas, pés, joelhos, cotovelos e testa como uma preparação para o treinamento de armas que é a base do kalari payattu do sul.[carece de fontes?]